# Micrasterias depauperata
Micrasterias depauperata là một loài Song tinh tảo trong họ Desmidiaceae, thuộc chi Micrasterias.